# Regina Sigmund
Regina Sigmund (27 de junio de 1963) es una deportista alemana que compitió para la RFA en judo. Ganó tres medallas en el Campeonato Mundial de Judo entre los años 1982 y 1989, y tres medallas en el Campeonato Europeo de Judo entre los años 1986 y 1990.

## Palmarés internacional
| Campeonato Mundial | Campeonato Mundial    | Campeonato Mundial | Campeonato Mundial |
| Año                | Lugar                 | Medalla            | Categoría          |
| ------------------ | --------------------- | ------------------ | ------------------ |
| 1982               | París (Francia)       | Medalla de bronce  | Abierta            |
| 1987               | Essen (RFA)           | Medalla de plata   | +72 kg             |
| 1989               | Belgrado (Yugoslavia) | Medalla de plata   | +72 kg             |
| Campeonato Europeo |                       |                    |                    |
| Año                | Lugar                 | Medalla            | Categoría          |
| 1986               | Londres (Reino Unido) | Medalla de bronce  | +72 kg             |
| 1987               | París (Francia)       | Medalla de plata   | Abierta            |
| 1990               | Fráncfort (RFA)       | Medalla de plata   | +72 kg             |